# Valov
Valov (mađarski: válu, korito ili žlijeb) ili Ledenjačka dolina je nekadašnja riječna dolina koja je preoblikovana kretanjem ledenjaka. U poprečnome presjeku ima oblik slova U. Strmih je strana i zaobljenoga dna. Primjeri valova su: dolina gornje Rhône ili Engadin, gornjega Inna, Logarska dolina te Valais.